# Quelidón

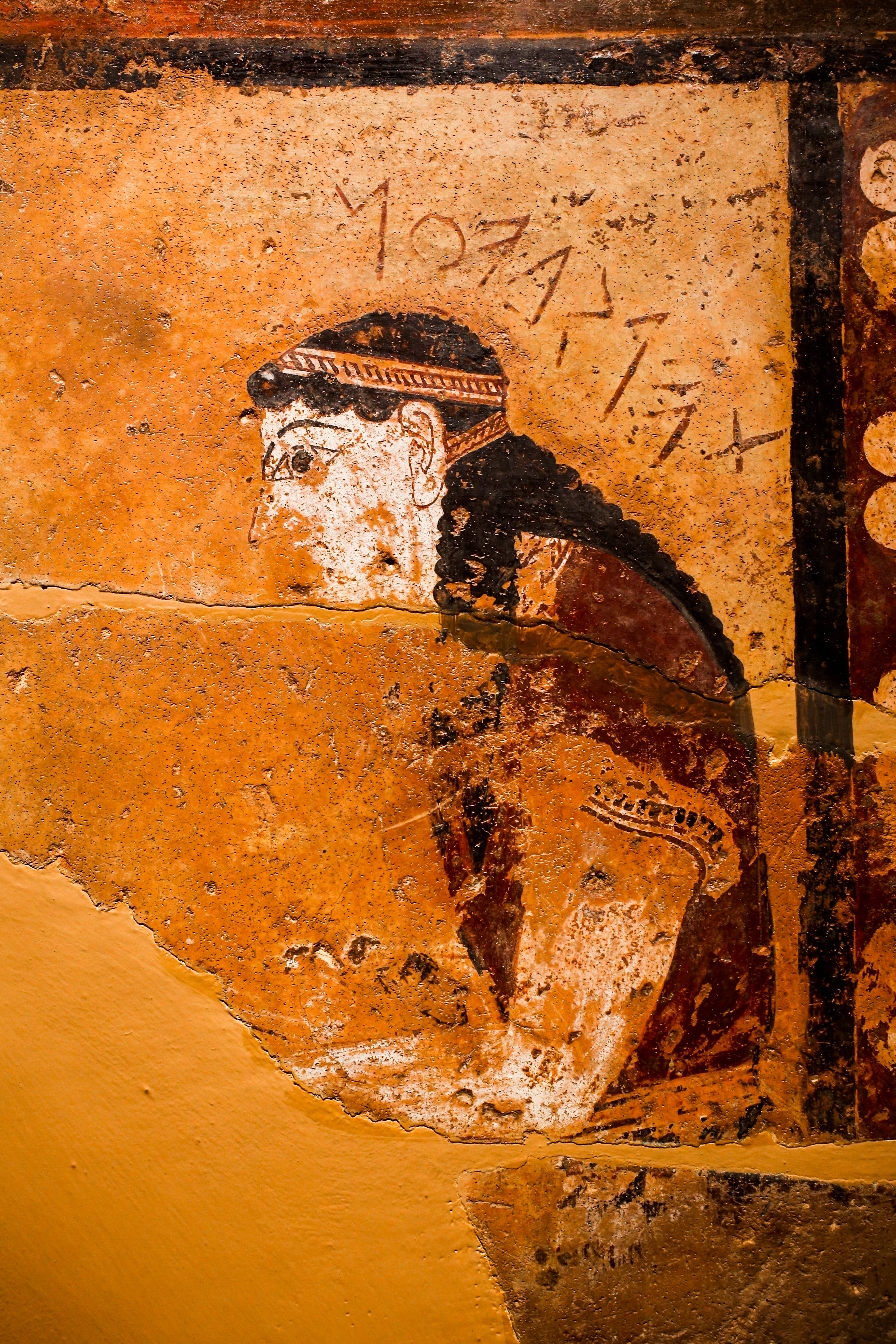
Metopa de terracota pintada con colores cerámicos

Quelidón, Quelidonia o Quelidónide (en griego original,  Χελιδών) es un personaje femenino de la mitología griega, hija de Pandáreo, rey de Mileto, y de Harmótoe.

## Historia
Hermana de Aedón (también de sexo femenino), Quelidón fue violada por su cuñado Politecno, esposo de Aedón, quien luego le cortó el cabello, la vistió de esclava y así se la llevó a su esposa como sirvienta, advirtiéndole que si revelaba la verdad la mataría. Pero Quelidón fue reconocida por su hermana un día que cantaba sus desgracias para desahogarse junto a una fuente y decidió vengarse de Politecno. Las hermanas se pusieron de acuerdo para dar muerte a Itis o Itilo, hijo de Politecno y de la propia Aedón; luego se lo sirvieron al padre como alimento y huyeron. Cuando Politecno averiguó la verdad salió a buscarlas, pero el padre de las hermanas ordenó a sus siervos que lo cogieran, lo ataran, le untaran el cuerpo de miel y lo abandonaran en el campo para que lo atacaran los insectos. Cuando Aedón se enteró, corrió a liberarlo, acarreando la furia de sus propios padres. Zeus, viendo toda esta confusión, decidió convertirlos a todos en pájaros. Aedón fue convertida en ruiseñor, Politecno en águila, Harmótoe en alción y Quelidón en golondrina. Por eso sus cantos parecen lamentos.